# Clã Kagawa
O clã Kagawa foi um pequeno clã do Japão durante o Período Sengoku (século XVI). Nesse período, a família Kagawa teve grandes laços com o poderoso clã Chōsokabe, tendo adotado diversos membros desse clã. Após a relativa extinção dos Chōsokabe devido às rebeliões contra o xogunato Tokugawa durante o Período Edo (século XVII), o clã Kagawa desapareceu.